# Симеон Щерев (футболист)
Вижте пояснителната страница за други личности с името Симеон Щерев.
Симеон Щерев е български футболист на ПФК Беласица (Петрич). Играе на поста защитник и крило. Баща му Симеон Щерев е известен борец.

## Кариера
Щерев израства в младежките формации на Левски. На 18 години през 2003 отива в ПФК Локомотив (София), където подписва първия си професионален договор. Обаче за 2 години изиграва само 10 мача. След това отива в гръцкия ФК Месиниакос и от лятото на 2008 се връща в България в отбора на Беласица Петрич.

## Статистика по сезони
- 2003-2005 ПФК Локомотив (София) – 10 мача (0 гола)
- 2005-2007 ФК Месиниакос – (?), (?)
- 2008 – ПФК Беласица (Петрич) –